# 체첸 공화국

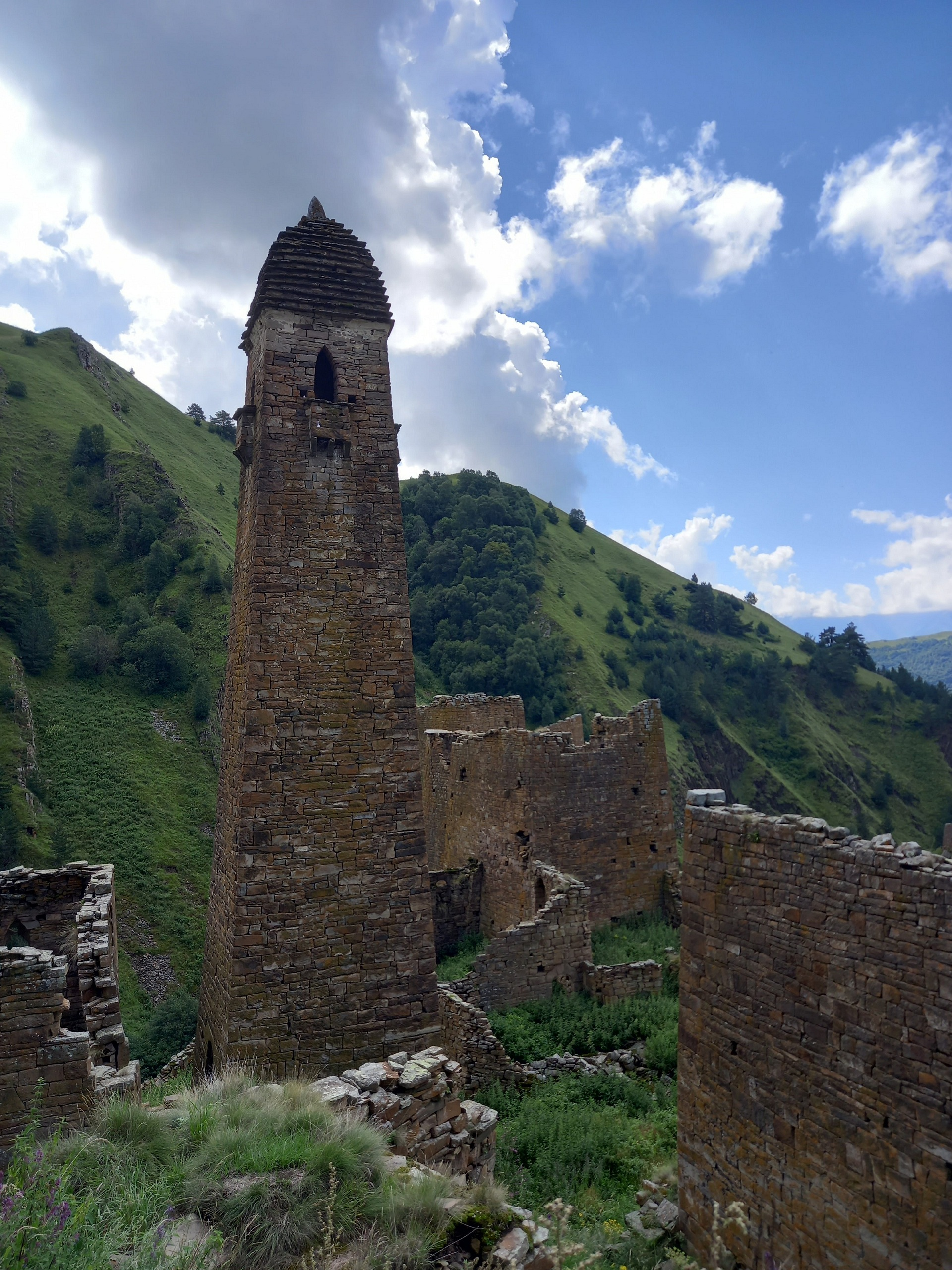
니카로이 전투탑

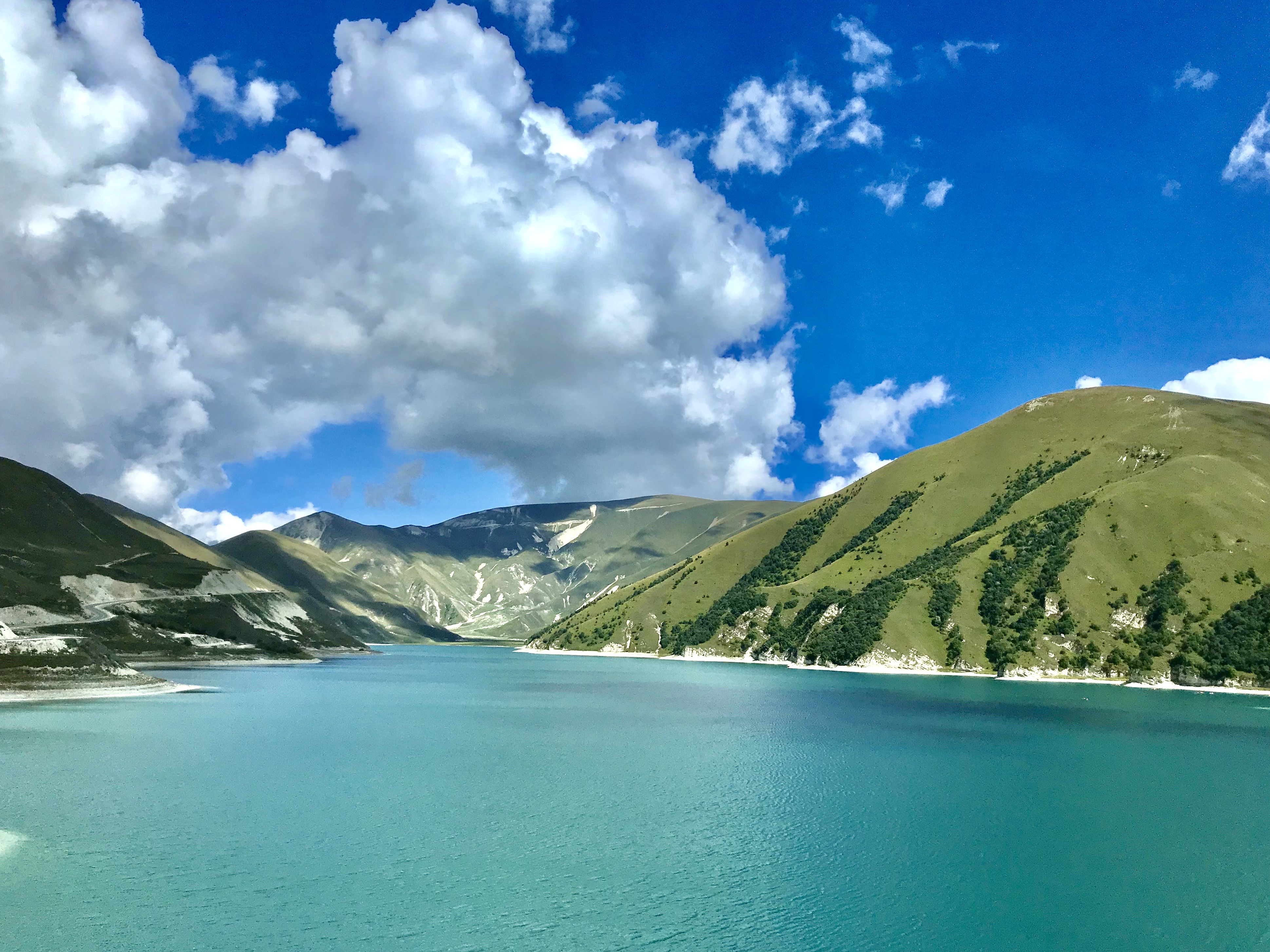
케제노얌 호수

체첸 공식적으로 체첸 공화국은 러시아의 공화국이다. 동유럽의 북캅카스, 카스피해와 흑해 사이에 위치한다. 이 공화국은 북캅카스 연방관구의 일부를 형성하고 남쪽으로는 조지아와 국경을 접한다. 동쪽, 북쪽, 서쪽으로는 러시아의 다게스탄 공화국, 인구셰티야 공화국, 북오세티야–알라니야 공화국과 국경을 접한다. 북서쪽으로는 스타브로폴 변경주와 국경을 접한다.
1991년 소련 해체 이후 체첸-인구시 ASSR는 인구셰티야 공화국과 체첸 공화국으로 분열되었다. 후자는 이치케리야 체첸 공화국을 선포하고 독립을 선언했지만, 전자는 러시아편을 들었다. 1994년 ~ 1996년 러시아와의 제1차 체첸 전쟁 이후 체첸은 사실상 이치케리아 체첸 공화국으로서 독립을 얻었지만 법률상 러시아의 일부로 남았다. 1999년 ~ 2009년 제2차 체첸 전쟁에서 러시아 연방의 통제가 회복되었고, 체첸 정치는 전 이치케리아 무프티인 아흐마트 카디로프와 나중에는 그의 아들 람잔 카디로프가 주도했다.
공화국은 17,500 제곱킬로미터 (6,800 제곱마일)의 지역을 포함한다, 인구 150만명 이상 2021 년 기준. 이곳은 나흐족의 일부인 원주민 체첸과 주로 이슬람 신앙의 본거지이다. 그로즈니는 수도이자 가장 큰 도시이다.

## 언어와 주민
거의 대부분이 체첸인이다. 일부는 러시아인, 인구시인과 기타 북코카서스계 민족도 섞여있다. 체첸에서는 체첸인들의 토착 언어인 체첸어와 러시아어가 모두 사용된다. 체첸어는 캅카스 제어 중 북동 캅카스어족으로 불리는 그룹에 속하는데 인근의 인구시인들이 쓰는 인구시어와 밀접한 관계에 있다.
1989년에 행해진 체첸-인구시 자치공화국의 통계에서는 체첸인이 956,879명, 인구시인이 237,438명으로, 269,000명의 러시아인은 인구의 약 23%로 상당한 수의 소수 민족이 있었다. 그 후 서부가 인구시 공화국으로 분리되었기 때문에 인구시인들의 수가 절반 가까이 감소하고, 내전과 사회불안, 민족 대립으로 거의 대부분의 러시아인은 체첸 공화국에서 떠나며 현재 체첸인이 인구 대다수를 차지하게 된 것이다. 1990년대 기준 체첸 공화국에 남아 있던 러시아인은 약 6만 명이었다.
체첸 공화국은 일반적으로 러시아 연방 중에서도 젊은 층이 가장 많은 인구 구성을 가진다. 1990년대에는 몇몇 지방에서 인구증가가 있었다.

## 종교
16세기에서 19세기를 기점으로 다게스탄 지역을 통해 이슬람교가 전해져, 체첸인들은 절대다수가 수니파 이슬람교를 믿는데 러시아 정교회 신자도 소수 존재한다.

## 역사
크게 체첸인과 인구시인으로 구분되는 바이나흐족은 오래 전부터 캅카스 지역에 거주하던 토착 민족으로, 그 기원에 관해서는 다양한 학설이 있으나 다게스탄의 민족들과 언어가 가깝다는 것 외에 확실히 밝혀진 바가 없다.
중세에 몽골 제국의 침략으로 이들이 속해있던 알라니야 연맹체는 크게 파괴되었으나 일부 부족들은 계속해서 저항하였는데 그 중에 체첸인들이 있었다. 이후 저지대의 일부 부족들은 몽골 제국에 복속하였으나 다른 체첸 부족들은 고지대에서 성과 벽을 쌓고 농성하며 끝까지 침략에 저항하였다. 티무르와 토흐타미시 등 몽골-타타르 세력과의 빈번한 충돌은 15세기까지도 이어졌다. 러시아와의 접촉은 16세기에 시작되었으며 17세기에는 카바르디인과 아바르인의 침략에 대항하였는데 이 시기에 이슬람교로의 대대적인 개종이 이루어졌다.
1722년에서 1723년 표트르 1세가 카스피해와 캅카스 지역의 지배권을 확립하기 위해 페르시아와 전쟁을 일으켰고, 이때 캅카스와 다게스탄 지역을 점령하게 되면서 체첸인들과 본격적인 충돌이 시작되었다. 1830년에서 1859년에 이르는 동안, 러시아 제국은 오스만 제국과의 접경지역 안보를 이유로 체첸에 진주했고, 캅카스 전쟁이 일어나 체첸인은 주변 민족들과 함께 이에 맞서싸웠으나 1859년 러시아군에 항복하며 완전히 병합되었다.
1917년 러시아의 혼란기에 인근 민족들과 함께 북캅카스 산악공화국을 선포하였으나 1921년 소련에 의해 병합되었고, 이후 체첸인과 인구시인의 자치 정부인 체첸-인구시 자치 소비에트 사회주의 공화국이 수립되었다. 제2차 세계 대전 말기인 1944년 스탈린은 체첸인들이 전쟁 중에 나치군과 협력하여 반란을 꾀했다는 구실을 들어 체첸과 인구셰티야 국민 전체에게 중앙아시아로의 강제이주를 명령했다. 전쟁과 강제이주를 거치며 바이나흐족 인구는 수십만 명이 사망하였다. 스탈린이 사망한지 4년이 지난 1956년에 이르러서야 흐루쇼프의 탈스탈린 정책 하에 이들의 귀환이 허용되었다. 그러나 체첸-인구시 공화국의 영토가 변화하였을 뿐 아니라 이들의 버려진 고향에 러시아인들이 들어와 살면서 민족구성도 상당히 달라졌다.

### 체첸 전쟁
소련 붕괴 이후 체첸인들의 분리주의 운동이 벌어져 조하르 두다예프를 지도자로 하여 이치케리야 체첸 공화국이 수립되었다. 제1차 체첸 전쟁에서 분리주의 반군이 승리하며 사실상 독립을 얻었으나 전쟁의 여파로 치안이 악화되고 심각한 경제난과 난민 문제가 발생하여 사회 혼란이 이어졌으며 여러 군벌 조직이 난립하였다. 대선을 거쳐 아슬란 마스하도프 대통령이 취임하였으나 이러한 내부적 혼란을 잠재우지 못하였다. 1999년 통제를 벗어난 샤밀 바사예프 치하 이슬람주의 군벌이 다게스탄을 침공하고 곧 모스크바 등지에서 일어난 러시아 아파트 폭탄 테러의 사건의 배후로 체첸 세력이 지목되면서 다시 러시아가 체첸을 침공, 제2차 체첸 전쟁이 벌어졌다. 이 때 블라디미르 푸틴 대통령의 강경 대응 명령 하에 러시아군의 엄청난 공세로 체첸 전역은 초토화되었으며, 2000년 그로즈니가 함락되고 반군은 산악 지대로 패퇴하였다.

### 전후
이치케리야 정부가 무너진 이후에도 반군의 러시아군에 대한 공격과 테러 공격이 계속되었다. 2002년 10월에는 수십 명의 체첸 반군이 모스크바 극장 인질극을 일으켰고, 진압 과정에서 러시아 특수부대가 살포한 독가스 등으로 117명의 민간인이 사망하는 결과를 내었다. 2003년 러시아는 친러 정권을 수립하고 체첸을 안정화시키기 위해 친러파 군벌을 이끌던 아흐마트 카디로프를 정부수반으로 하여 러시아 연방 소속의 체첸 공화국을 수립시켰다.
2004년 9월 분리주의 반군이 북오세티야 베슬란의 한 학교를 점령하고 777명의 아동을 포함한 1100명을 인질로 삼은 채 체첸의 독립 승인과 러시아군 철수를 요구하며 농성을 벌인 베슬란 학교 인질사건이 발생하였다. 이는 3일 동안 이어져 최소 331명의 사망자를 내었으며 그 중 과반수가 어린이였다. 이후 푸틴은 반군에 대한 완전한 소탕을 명령하였고 2005년 아슬란 마스하도프, 2006년 샤밀 바사예프가 암살당하며 점차 반군은 세력이 와해되어 갔다.
2007년부터 아흐마트 카디로프의 아들로서 마찬가지 친러 군벌 출신인 람잔 카디로프가 2대 대통령으로 취임하였다. 카디로프 정부 하의 체첸은 연방으로부터 연 수백억 루블에 달하는 원조금을 받으며 빠른 정치적 안정과 경제 발전을 이루었으나, 한편으로 인권 탄압과 독재정치가 강화되었다.
2009년 러시아 정부는 반테러 작전의 종결을 선포하고 군대를 철수하였다. 이후로도 이슬람 지하드주의 무장단체들에 의한 북캅카스 반란이 발생하였으나 2013년 지도자 도카 우마로프가 사살당하고 2017년 사실상 진압되었다.

## 인구
| 민족     | 2010년의 인구 수   |
| -------- | ------------------ |
| 체첸인   | 1,206,551 (95.3 %) |
| 러시아인 | 24,382 (1.9 %)     |
| 쿠미크인 | 12,221 (1.0 %)     |
| 아바르인 | 4,764 (0.4 %)      |
| 노가이인 | 3,444 (0.3 %)      |
| 인구시인 | 1,296 (0.1 %)      |
| 기타     | 13,716 (1.1 %)     |

| 연도                | 인구      | ±%     |
| ------------------- | --------- | ------ |
| 1926                | 510,055   | —      |
| 1959                | 710,424   | +39.3% |
| 1970                | 1,064,471 | +49.8% |
| 1979                | 1,153,450 | +8.4%  |
| 1989                | 1,275,513 | +10.6% |
| 2002                | 1,103,686 | −13.5% |
| 2010                | 1,268,989 | +15.0% |
| 2021                | 1,510,824 | +19.1% |
| Source: Census data |           |        |

## 행정 구역

### 군
1. 나우르스키 군 (Наурский)
2. 셸콥스코이 군 (Шелковской)
3. 낫테레치니 군 (Надтеречный)
4. 그조젠스키 군 (Грозненский)
5. 구데르메스키 군 (Гудермесский)
6. 순젠스키 군 (Сунженский)
7. 아치호이마르타놉스키 군 (Ачхой-Мартановский)
8. 우루스마르타놉스키 군 (Урус-Мартановский)
9. 샬린스키 군 (Шалинский)
10. 쿠르찰로예프스키 군 (Курчалоевский)
11. 이툼칼린스키 군 (Итум-Калинский)
12. 샤토이스키 군 (Шатойский)
13. 베덴스키 군 (Веденский)
14. 노자이유르토프스키 군 (Ножай-Юртовский)
15. 샤로이스키 군 (Шаройский)
16. 알 쿼틸라 군

### 주요 도시
- 그로즈니
- 구데르메스
- 즈나멘스코예
- 나우르스카야
- 아치호이마르탄
- 우루스마르탄
- 샬리
- 이툼-샬레
- 샤토이
- 베데오
- 노자이유르트